# El coleccionista de huesos (novela)
El coleccionista de huesos es una novela de Jeffery Deaver publicada en 1997. Es la primera en la serie del personaje Lincoln Rhyme, un criminalista forense tetrapléjico. En 1999 fue adaptada al cine.

## Argumento
La novela comienza con dos compañeros de trabajo (T.J. Colfax y John Ulbrecht) que toman un taxi al salir del aeropuerto de Nueva York. Desafortunadamente para ellos, el conductor del taxi es el Coleccionista de Huesos. Luego de un breve viaje por la ciudad, se encuentran en un galpón abandonado. 
Al día siguiente, la patrullera de la policía de Nueva York Amelia Sachs acude a la escena de un posible asesinato cercano a las vías del tren. Tras una primera búsqueda en que no encuentra pistas se acerca a lo que cree es una rama seca enterrada en un promontorio de tierra sólo para notar que se trata de una mano que ha sido despojada de su carne hasta exponer los huesos. En uno de los dedos se destaca un anillo. Al remover la tierra Amelia descubre el rostro de John Ulbrecht, quien ha sido enterrado vivo. Amelia pide refuerzos y comienza a asegurar el área, deteniendo un tren que pasaba por las vías y el tráfico de la autopista cercana. 
El ex criminalista forense tetrapléjico, Lincolm Rhyme, espera un visitante en su apartamento, cuando oye el sonido del timbre. Su cuidador, Thom, ingresa en la habitación y anuncia dos visitantes inesperados: los detectives de homicidios Paulle Sellitto, quien había sido su compañero, y el novato Jerry Banks. Ambos piden la ayuda de Rhyme, quien se las niega. Sin embargo, Rhyme finalmente accede a leer el expediente del caso que le presentan. Sellitto le explica que se trata de un caso de secuestro y asesinato, y que el secuestrador aún tiene una víctima en su poder y necesitan ubicarla. El visitante que esperaba finalmente aparece y Rhyme les pide a los detectives que se retiren. Sin embargo, y aun cuando dicho visitante era un médico que ayudaría a Rhyme a cometer eutanasia, el antiguo criminalista se ve involucrado en el caso y adopta a Amelia Sachs como sus piernas y ojos para evaluar las escenas de los sucesivos crímenes que trata la novela.

## Personajes
Lincoln Rhyme- un criminalista tetrapléjico, quien había sido el jefe de la División de Investigación de la policía de Nueva York antes de sufrir un accidente en una escena del crimen en una estación de metro, cuando una viga cayó sobre él rompiéndole una vértebra y dejándole sólo la capacidad de mover su dedo anular izquierdo, hombros y cabeza. Al comienzo de la novela Lincoln considera suicidarse con la ayuda del Dr. William Berger, representante de una organización pro-eutanasia llamada The Lethe Society, hasta que su excompañero Lon Sellitto llega a su apartamento para solicitar su ayuda en un caso de secuestro. 
Amelia Sachs - Oficial de policía de 31 años que está a punto de ser transferida a las oficinas, alejándose de la patrulla de las calles, debido a su artritis crónica (y también por la memoria de su padre, quien pasó toda su carrera de policía como patrullero). Tras proteger la escena del crimen con que comienza la novela, Amelia debe continuar trabajando en la resolución del caso actuando como los ojos y piernas de Lincoln Rhyme. 
Paulle Sellitto - Detective de homicidios que ha sido asignado al caso del Coleccionista de Huesos. Es un veterano de 20 años en la fuerza y fue compañero de Rhyme. También fue responsable de convencer al ex criminalista para ayudar en el caso. 
Thom - El asistente a tiempo completo de Lincoln Rhyme